# Mani (film)
 For alternative betydninger, se Mani. (Se også artikler, som begynder med Mani)
Mani er en dansk film fra 1947. Blandt de medvirkende kan nævnes:
Ib Schønberg, Maria Garland, Johannes Meyer, Gull-Maj Norin, Erni Arneson, Angelo Bruun, Preben Neergaard og Asbjørn Andersen.
Denne film er formodentlig én af Ib Schønbergs bedste.[kilde mangler]